# Parafia św. Małgorzaty w Zadzimiu
Parafia Świętej Małgorzaty w Zadzimiu – rzymskokatolicka parafia położona we wsi Zadzim. Administracyjnie należy do diecezji włocławskiej (dekanat szadkowski).
Odpust parafialny odbywa się we wspomnienie św. Małgorzaty – 13 lipca oraz św. Antoniego - 13 czerwca.
W 2016 roku obchodzony był jubileusz 600-lecia istnienia Parafii.

## Terytorium parafii
Adamka, 
Głogowiec, 
Górki Zadzimskie, 
Grabina, 
Grabina, 
Kazimierzew, 
Marcinów, 
Niemysłów (Piaski), 
Pałki, 
Pietrachy, 
Ralewice, 
Wola Dąbska, 
Wola Flaszczyna, 
Wola Sipińska, 
Wola Zaleska, 
Zadzim

## Proboszcz

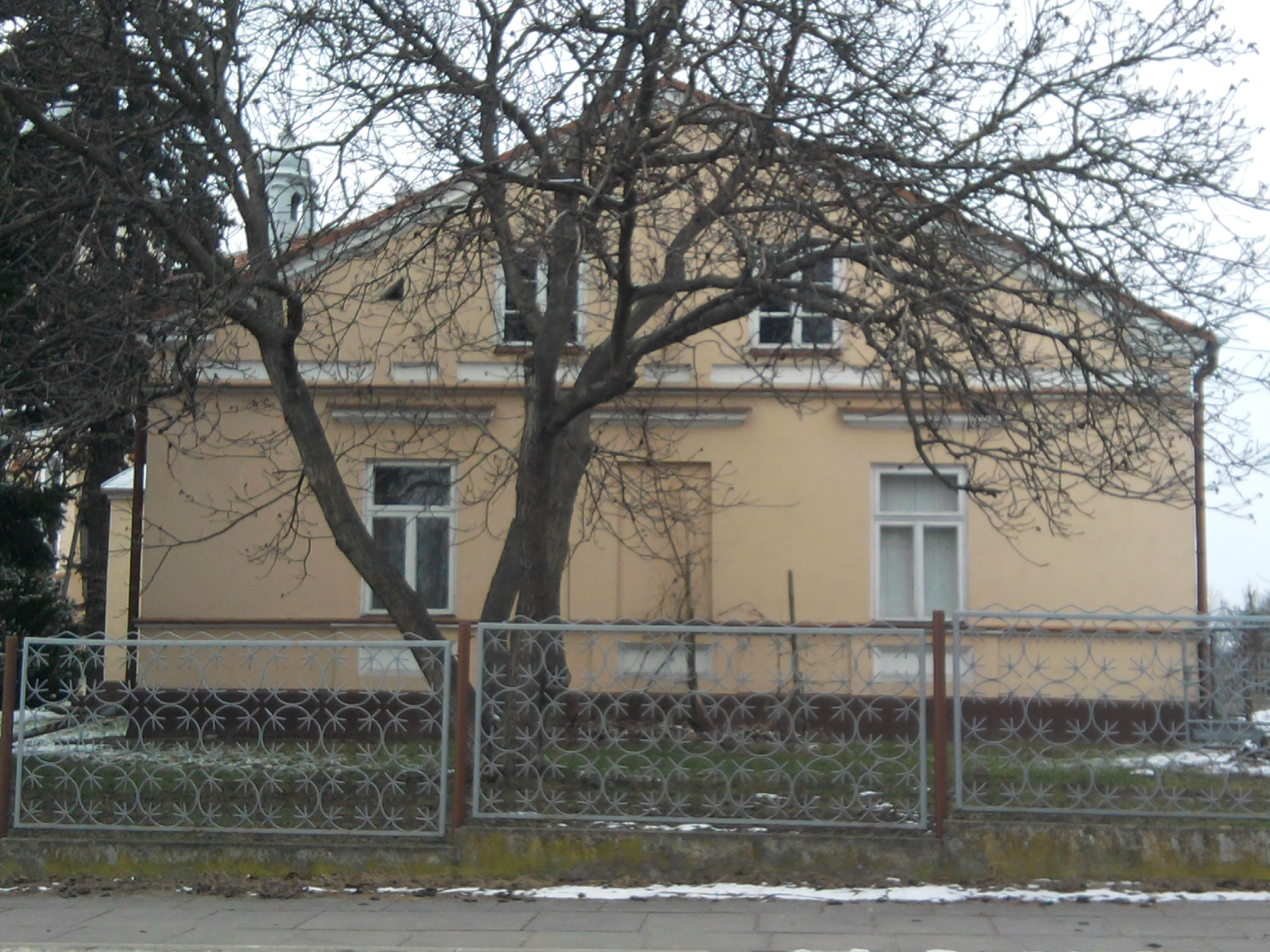
Plebania w Zadzimiu

- ks. Juliusz Mieczyński 2017- do chwili obecnej

Poprzednik
- ks. Dariusz Puszkiewicz - 2013 - 2017
- ks. Henryk Kalita - 1988-2013